# Aulacomerus buquetii
Aulacomerus buquetii – gatunek błonkówki z rodziny Pergidae.

## Taksonomia
Gatunek ten został opisany w 1840 roku przez Maximiliana Spinole pod nazwą Loboceras atriventris. Jako miejsce typowe podano stolicę Gujany Francuskiej Kajenne. Holotypem był samiec. W 1974 Harold N. Greenbaum opisał ten sam gatunek pod nazwą Skelosyzygonia simplicica (miej. typ. miasto Pucallpa w Peru na wys. 200 m n.p.m., holotypem był samiec). Obie nazwy zostały zsynonimizowane w  1990 przez Davida Smitha.

## Zasięg występowania
Ameryka Południowa, znany z płn. Brazylii (stan Pará), Gujany Francuskiej oraz z Peru.